# Truck Stop
Truck Stop è un gruppo musicale tedesco di genere country, originario di Seevetal, a sud di Amburgo, che si esibisce da oltre 40 anni.
Iniziarono cantando in lingua inglese, ma successivamente la band si convertì alla lingua tedesca.
Nel 1977 riuscirono a vendere 150 000 copie con il loro album Zuhause dal quale fu tratto il singolo Die Frau mit dem Gurt, che raggiunse il numero 27 nella hit parade tedesca. Un'altra canzone dell'album, "Ich möchte so gern Dave Dudley hör'n" ("Vorrei tanto da ascoltare Dave Dudley"), raggiunse il numero 9 nella classifica dei singoli tedeschi nell'aprile 1978. La band ottenne il primo posto con i singoli "Der wilde, wilde Westen" e "Old Texas Town" nel 1980 e nel 1981.
Nella sua carriera quarantennale, la band ha pubblicato almeno undici album, più varie compilation e dozzine di singoli.

## Formazione
- Uwe Lost (19.06.1949) bassista, chitarra, pianoforte, fisarmonica e batteria
- Erich Doll (31.07.1948) chitarra, banjo (fino al 2003)
- Knut Bewersdorff (27.04.1960) chitarra, basso
- Teddy Ibing (10.08.1948) batterista
- Dirk Schlag (21/04/1971) chitarra solista
- Cisco Berndt (12.12.1943) cantante solista, chitarra